# Tellermine 35
Tellermine 35 – niemiecka talerzowa mina przeciwpancerna z okresu II wojny światowej, produkowana do 1942.
Korpus miny wykonany był ze stali o kształcie cylindrycznym, wypełniona była trotylem.  
Miał on ruchomą pokrywę (dwóch rodzajów) ze sprężyną oporową i gniazdem na zapalnik główny, dwa gniazda – boczne i denne – na dodatkowe zapalniki oraz uchwyt (rączkę). W celu jej uzbrojenia stosowano, jako główny, zapalnik typu DZ-35, a do ustawienia miny na nieusuwalność – jeden lub dwa zapalniki ZZ-35. Naciskowy zapalnik wyzwalany był naciskiem od ok. 80 kg (na brzegu miny), do 180 kg (w środku miny).